# 한국해양마이스터고등학교
한국해양마이스터고등학교(韓國海洋마이스터高等學校)는 대한민국 경상북도 포항시 북구 여남동에 위치한 공립 고등학교이다.

## 학교 연혁
- 1946년 9월 1일 : 포항공립초급중학교 설립인가
- 1949년 5월 1일 : 포항수산중학교로 교명 변경
- 1949년 7월 20일 : 수산중 3년제 제1회 졸업식(83명)
- 1950년 4월 19일 : 포항수산고등학교 설립 인가(어로과 1, 제조과 1학급)
- 1950년 5월 6일 : 수산중 4년제 제1회 졸업식(71명)
- 1953년 3월 19일 : 수산중 3년제 5회(112명) 고등부 제1회 졸업식(111명)
- 1960년 7월 24일 : 포항시 두호동 919번지로 학교 이전
- 1961년 3월 25일 : 포항실업고등학교로 교명 변경 및 학과 신설(어로과 1, 제조과 1, 상과 1학급)
- 1961년 12월 21일 : 병설 제일중학교 설립 인가(2학년→포항중으로)
- 1963년 12월 16일 : 포항수산고등학교로 교명 변경, 제일중학교 폐지
- 1993년 5월 10일 : 실습선 해맞이호(529톤) 신조 취항식
- 1995년 9월 16일 : 특수목적고등학교로 지정 인가(자영수산과)
- 1996년 8월 28일 : 현 위치로 학교 이전(포항시 북구 여남동 390)
- 2002년 3월 1일 : 포항해양과학고등학교로 교명 변경
- 2004년 12월 15일 : 용접실습실, 역도장 건물 준공
- 2005년 5월 6일 : 역도관 개관
- 2011년 3월 1일 : 특성화고등학교로 전환
- 2012년 3월 1일 : 교과부 요청 도지정 교육과정영역 정책 연구학교 운영(~2014.02)
- 2013년 3월 1일 : 교육과정 자율학교 지정 (2013.3~2016.2)
- 2019년 5월 31일 : 학칙 변경 해양레저산업과 신설, 해양통신시스템과 폐과
- 2020년 11월 19일 : 제17차 스마트해양분야 마이스터고 지정 스마트운항과 2학급, 스마트양식과 2학급
- 2022년 9월 1일 : 제25대 김미향 교장 취임
- 2023년 1월 5일 : 제71회 졸업식(졸업생 69명)
- 2023년 3월 1일 : '한국해양마이스터고등학교' 로 교명 변경
- 2023년 3월 2일 : 2023학년도 신입생 64명 입학(운항과 2학급, 양식과 2학급)

## 설치 학과
- 해양레저산업과
- 해양산업기술과
- 해양산업기계과
- 해양식품가공과
- 스마트운항과
- 스마트양식과
- 해양생명과학과

## 참고 자료
- 한국해양마이스터고등학교 - 한국교육학술정보원 학교알리미